# Luis Llosa
Luis Llosa (Lima, 1951) is een Peruviaanse regisseur, producent en scenarioschrijver van (speel)films en televisieseries. Hij is de neef van de Peruviaanse schrijver Mario Vargas Llosa.

## Filmografie

### Speelfilms
- El Dorado (2010) - producent
- The Feast of the Goat (2005)
- Anaconda (1997)
- The Specialist (1994)
- Fire on the Amazon (1993)
- Sniper (1993)
- Eight Hundred Leagues Down the Amazon (1993)
- Crime Zone (1988)
- Hour of the Assassin (1987)

### Televisieseries
- Ángel vengador: El Calígula (1994)
- Carmín (1984)

- Bibsys: 9011525
- Biblioteca Nacional de España: XX1108563
- Bibliothèque nationale de France: cb14029663v (data)
- Gemeinsame Normdatei: 133420280
- International Standard Name Identifier: 0000 0001 1936 4195
- Library of Congress Control Number: no98091016
- Nationale Bibliotheek van Israël: 987007319418705171
- Nederlandse Thesaurus van Auteursnamen: 113027400
- Système universitaire de documentation: 243829175
- Virtual International Authority File: 76514583
- WorldCat: E39PBJqK8xG4TTGt3BRMVR8Hmd